# دينيسي كامبل
دينيسي كامبل (بالإنجليزية: Denise Campbell)‏ (15 أكتوبر 1979 بليفربول في المملكة المتحدة - ) هي لاعبة كرة قدم بريطانية في مركز الوسط. لعبت مع Blackburn Rovers W.F.C. ‏ وTranmere Rovers L.F.C. ‏.